# Punicealis medvedevi
Punicealis medvedevi is een keversoort uit de familie netschildkevers (Lycidae). De wetenschappelijke naam van de soort werd in 1990 gepubliceerd door Sergey Vasiljevich Kazantsev.